# Profibus
Profibus es un estándar de comunicaciones para bus de campo. Deriva de las palabras PROcess Field BUS.

## Origen
Fue un proyecto desarrollado entre los años 1987-1990 por las empresas alemanas Bosch, Klöckner Möller y Siemens, y por otras como ABB, AEG, Honeywell, Landis & Gyr, Phoenix Contact, Rheinmetall, RMP, Sauter-cumulus y Schneider. En 1989 la norma alemana DIN19245 adoptó el estándar Profibus, partes 1 y 2 (la parte 3, Profibus-DP no fue definida hasta 1993). Profibus fue confirmada como norma europea en 1996 como EN50170.

## Versiones
Profibus tiene tres versiones o variantes:
- DP-V0. Provee las funcionalidades básicas incluyendo transferencia cíclica de datos, diagnóstico de estaciones, módulos y canales, y soporte de interrupciones
- DP-V1. Agrega comunicación acíclica de datos, orientada a transferencia de parámetros, operación y visualización
- DP-V2. Permite comunicaciones entre esclavos. Está orientada a tecnología de drives, permitiendo alta velocidad para sincronización entre ejes en aplicaciones complejas.

## Conexiones físicas
Profibus tiene, conforme al estándar, cinco diferentes tecnologías de transmisión, que son identificadas como:
- RS-485. Utiliza un par de cobre trenzado apantallado, y permite velocidades entre 9.6 kbit/s y 12 Mbit/s. Hasta 32 estaciones, o más si se utilizan repetidores.
- MBP. Manchester Coding y Bus Powered, es transmisión sincrónica con una velocidad fija de 31.25 kbit/s.
- RS-485 IS. Las versiones IS son intrínsecamente seguras, utilizadas en zonas peligrosas (explosivas).
- MBP IS
- Fibra óptica. Incluye versiones de fibra de vidrio multimodo y monomodo, fibra plástica y fibra HCS.

## Terminadores de bus
El terminador es un dispositivo que suministra resistencia eléctrica al final de una línea de transmisión para absorber las señales de la línea, evitando de este modo que reboten y que vuelvan a ser recibidas por las estaciones de red.
Los terminadores de bus crean la carga que convierte la señal de bus de campo transmitida como un cambio de corriente en una tensión detectada en el cable. Esto acentúa la importancia de una terminación de bus correcta y fiable, que desempeña una función importante en la disponibilidad del sistema. El terminador de bus debe estar configurado para una disponibilidad muy alta.